# Neurotropis
Neurotropis là chi thực vật có hoa trong họ Cải.